# Fomins un Kleins
Fomins un Kleins, stylisé Fomins & Kleins, est un groupe de pop rock letton, originaire de Liepaja. Le duo participe au concours Eurovision de la chanson 2004 et cesse ses activités en 2006.

## Biographie
Le groupe est formé en 2002 par Ivo Fomins et Tomass Kleins, à Liepaja. Tomass est un ancien membre du groupe Līvi, où il a exercé la fonction de guitariste à partir de 1989. Ivo a eu une carrière solo de la fin des années 1980. Il est remarqué en obtenant la troisième place durant le festival de Jurmala qui est l'équivalent soviétique de l'eurovision après s'être fait connaître en Lettonie à la suite du festival de Liepajas dzintars.
Ils se disent particulièrement influencé par le rock anglais et américain des années 1970 et 1980.
Leur premier album, Muzikants, est publié en 2003, et le morceau-titre devient un hit après la participation du duo au concours national letton où ils finissent deuxième. En 2004, ils chantent de nouveau en letton aux pré-sélections de l'Eurovision. Cette fois, ils remportent la première place et leur morceau Dziesma par laimi est sélectionné pour représenter la Lettonie au concours Eurovision de la chanson 2004, organisé à Istanbul.